# Problema de Apolonio

Cuatro parejas de soluciones complementarias del problema de Apolonio. Las tres circunferencias dadas son las de color negro.

Animación donde se muestra la tangencia que se preserva en los círculos se contraiga o se expanda su radio en relación con cada una de las circunferencias.

En geometría plana euclidiana, el problema de Apolonio consiste en encontrar las circunferencias tangentes a tres circunferencias dadas. Apolonio de Perge (circa 262 a. C.-circa 190 a. C.) propuso y resolvió este problema en la obra Ἐπαφαί, (Epaphaí, Tangencias). Aunque esta obra se ha perdido, se conserva una referencia a ella en un manuscrito redactado en el siglo IV por Papo de Alejandría. Las circunferencias dadas son de radio arbitrario, es decir, incluyen los casos extremos de radio nulo (un punto) y de radio infinito (una recta), lo que proporciona hasta diez tipos de problemas de Apolonio. Excluyendo a las familias de posiciones particulares que presentan infinitas soluciones, o ninguna, y a las familias de posiciones que, por simetría, tienen algunas soluciones equivalentes o prohibidas, la resolución general del problema resulta en ocho circunferencias que son tangentes a las tres circunferencias dadas.
En el siglo XVI, Adriaan van Roomen resolvió el problema utilizando la intersección de hipérbolas, pero esta solución no se basa únicamente en construcciones con regla y compás, por lo que puede considerarse menos elegante. François Viète encontró una solución aprovechando la simplificación de los puntos y rectas como casos extremos de circunferencias. El enfoque de Viète, que utiliza casos extremos sencillos para resolver otros más complicados, se considera una reconstrucción plausible del método de Apolonio. A su vez, Isaac Newton simplificó el método de van Roomen y mostró que el problema de Apolonio es equivalente a encontrar una posición conociendo las diferencias de distancias a tres puntos conocidos. Esta formulación tiene aplicaciones en la navegación y en sistemas de posicionamiento como el LORAN —LOng RAnge Navigation, navegación de largo alcance—, y, por otra parte, se han desarrollado generalizaciones del problema para otras superficies diferentes al plano, como puede ser la superficie esférica y otras superficies cuádricas.
Algunos matemáticos posteriores introdujeron métodos algebraicos, que transforman el problema geométrico en una ecuación algebraica. A estos métodos se les realizó una abstracción o simplificación, aprovechando las simetrías inherentes al problema de Apolonio: por ejemplo, las circunferencias resolutorias suelen encontrarse en parejas; en una de estas parejas, una circunferencia solución contiene las circunferencias dadas en su interior mientras que la otra no las contiene. Joseph Diaz Gergonne aprovechó esta simetría desarrollando un elegante método para encontrar las soluciones con regla y compás, mientras que otros matemáticos utilizaron transformaciones geométricas como la reflexión en una circunferencia —para que esta se utilice debe haber simetría del problema— para simplificar la disposición de las circunferencias dadas. Estos desarrollos ofrecen una representación geométrica a través de métodos algebraicos (utilizando la geometría de la esfera de Lie, introducida por el noruego Sophus Lie) y una clasificación de soluciones para las treinta y tres disposiciones esencialmente diferentes posibles en la posición inicial de las tres circunferencias.
El problema de Apolonio ha impulsado mucha investigación adicional. Se han estudiado generalizaciones en tres dimensiones —la construcción de una esfera tangente a cuatro esferas dadas— y en dimensiones superiores. La disposición de tres circunferencias tangentes entre ellas ha recibido una atención especial. René Descartes dio una fórmula que relaciona los radios de las circunferencias dadas y los de las circunferencias resolutorias, que se conoce actualmente como teorema de Descartes. En este caso, la resolución iterativa del problema de Apolonio lleva a la formación de uno de los primeros fractales descubiertos y dibujados, el tamiz de Apolonio, importante en teoría de números, concretamente en los círculos de Ford y en el método del círculo de Hardy-Littlewood.
Su aplicación principal es determinar una posición a partir de las diferencias entre las distancias de, al menos, tres puntos conocidos mediante la trilateración hiperbólica, utilizada en navegación y en los sistemas globales de navegación por satélite como el GPS. Otras aplicaciones incluyen los códigos de corrección de errores utilizados en los discos DVD, así como desarrollos en farmacología.

## Enunciado del problema
El enunciado original del problema de Apolonio pide la construcción de una o más circunferencias que sean tangentes a tres objetos dados. Los objetos pueden ser rectas, puntos o circunferencias de cualquier tamaño. Estos objetos pueden ser colocados en cualquier disposición y se pueden cortar unos a otros; sin embargo, se suelen tomar diferentes, es decir, que no coincidan. Las soluciones del problema a veces se llaman «circunferencias de Apolonio», aunque este término también se usa para otros tipos de circunferencias asociadas con Apolonio.

Una solución (en púrpura) del problema de Apolonio. Las circunferencias dadas se muestran en negro.

El enunciado hace uso de la propiedad de tangencia; esta se define a continuación. Por hipótesis, se asume que un punto, recta o circunferencia es tangente a sí mismo, por lo que si una circunferencia dada ya es tangente a los otros dos objetos, se cuenta como solución del problema de Apolonio. Se dice que dos objetos geométricos diferentes intersecan si tienen un punto en común. Por definición, un punto es tangente a una circunferencia o una recta si la interseca, es decir, si se sitúa sobre la misma, así, dos puntos diferentes no pueden ser tangentes. Si el ángulo entre rectas o circunferencias en el punto de intersección es cero, se dice que son tangentes, el punto de intersección se llama punto de tangencia (la palabra «tangente» deriva del participio de presente latino tangens, que significa «tocante»). En la práctica, dos circunferencias distintas son tangentes si se intersecan en un solo punto, si se intersecan en dos puntos o no se intersecan, entonces no son tangentes. Esto mismo es válido para una recta y una circunferencia. Dos rectas diferentes no pueden ser tangentes en el plano, aunque en geometría inversiva dos rectas paralelas se pueden considerar tangentes en un punto en el infinito.
La circunferencia solución debe ser interna o externamente tangente a cada una de las circunferencias dadas. Una tangencia externa es aquella en la que las dos circunferencias se curvan hacia sentidos opuestos en el punto de intersección, se sitúan en los lados opuestos de la recta tangente en ese punto, y se excluyen mutuamente. La distancia entre sus centros es igual a la suma de los radios. Por el contrario, una tangencia interna es aquella en la que las dos circunferencias se curvan hacia el mismo sentido en el punto de intersección correspondiente; las dos circunferencias se sitúan en el mismo lado de la recta tangente, y una de las dos incluye la otra. En este caso, la distancia entre sus centros es igual a la diferencia de los radios. En la ilustración a la derecha, la circunferencia solución (en color púrpura) es tangente internamente a la circunferencia negra dada de tamaño medio situada a la derecha, mientras que es tangente externamente a las circunferencias dadas más pequeña y más grande situadas a la izquierda.
Alternativamente, el problema de Apolonio también se puede formular como el problema de encontrar uno o más puntos tales que las diferencias de sus distancias a tres puntos dados sean iguales a tres valores conocidos. Para ver la equivalencia con el enunciado anterior, sea considerada una circunferencia solución de radio rs y tres circunferencias dadas de radios r1, r2, r3. Si la circunferencia solución es tangente externamente a las tres circunferencias dadas, entonces las distancias entre el centro de la circunferencia solución y los centros de las circunferencias dadas son: d1 = r1 + rs, d2 = r2 + rs y d3 = r3 + rs, respectivamente. Por tanto, las diferencias entre estas distancias son constantes, es decir, d1 − d2 = r1 − r2; dependen sólo de los radios conocidos de las circunferencias dadas y no del radio rs de la circunferencia solución, que se anula. Este segundo planteamiento del problema de Apolonio se puede generalizar a las circunferencias solución tangentes internamente (para las que la distancia centro-centro es igual a la diferencia de los radios) cambiando las correspondientes diferencias de distancias por sumas de distancias, de modo que el radio de la circunferencia solución rs se vuelve a anular. La reformulación en términos distancias centro-centro es útil en las resoluciones de Adriaan van Roomen e Isaac Newton que se muestran más abajo, y también en el posicionamiento hiperbólico o trilateración, que consiste en localizar una posición a partir de las diferencias entre las distancias a tres puntos conocidos. Por ejemplo, los sistemas de navegación como el LORAN identifican la posición de un receptor a partir de las diferencias en el tiempo de llegada de las señales emitidas desde tres posiciones fijas, que corresponden a las diferencias en las distancias a los transmisores.

## Historia

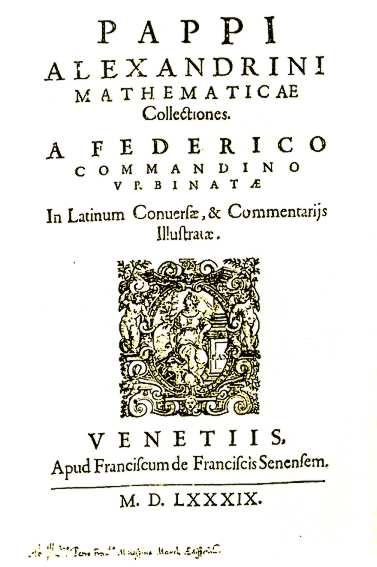
Portada de Mathematicae Collectiones de Papo de Alejandría, donde recopiló la información sobre los métodos utilizados por Apolonio para resolver el problema. Los conocimientos sobre este enigma geométrico han sido posibles gracias a la obra de este escritor.

Se ha desarrollado un rico repertorio de métodos geométricos y algebraicos para resolver el problema de Apolonio. El enfoque original de Apolonio de Perge se ha perdido, pero François Viète y otros lo reconstruyeron basándose en las pistas de la descripción de Papo de Alejandría.
Sin embargo, este último no fue el único que pudo recopilar información sobre esta temática, pues también hubo científicos árabes que hicieron grandes reconstrucciones en torno a la obra de Apolonio.
El primer nuevo método de resolución se publicó en 1596, por obra de Adriaan van Roomen, que identificó los centros de las circunferencias solución como puntos de intersección de dos hipérbolas.
En 1687 Isaac Newton mejoró el método de Van Roomen en su Principia, y también John Casey en 1881.
A pesar del éxito en la resolución del problema de Apolonio, el método de van Roomen tiene una desventaja. Una propiedad muy apreciada en la geometría euclidiana clásica es la posibilidad de resolver problemas utilizando solo construcciones con regla y compás. Muchas construcciones, como dividir un ángulo en tres partes iguales, son imposibles utilizando solo estas herramientas. Sin embargo, muchos de estos problemas «imposibles» se pueden resolver utilizando la intersección de curvas como las hipérbolas, las elipses y las parábolas (secciones cónicas). Por ejemplo, la duplicación del cubo (el problema que plantea la construcción de un cubo con el doble de volumen de un cubo dado) no se puede resolver utilizando solo regla y compás, pero Menecmo mostró que el problema puede resolverse utilizando la intersección de dos parábolas. Por tanto, la resolución de van Roomen —que utiliza la intersección de dos hipérbolas— no determina si el problema satisface la propiedad de poder ser resuelto mediante construcciones con regla y compás.

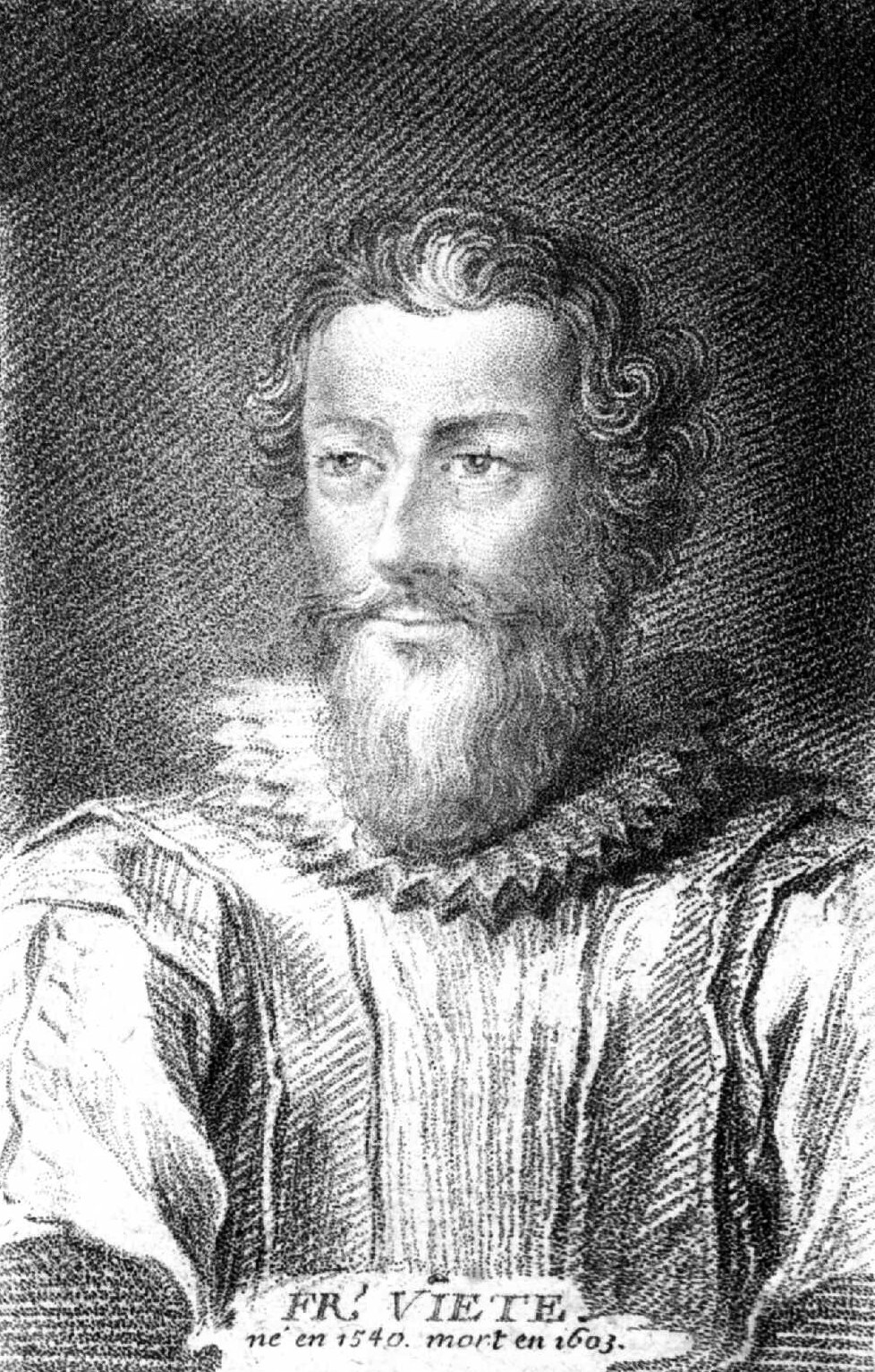
François Viète, destacado matemático francés que trabajó exhaustivamente en el problema de Apolonio, desarrolló un método que precisa únicamente el uso de construcciones con regla y compás.

François Viète, que fue precisamente el primero en convencer a su amigo Van Roomen para trabajar en el problema de Apolonio, desarrolló un método que precisa solamente el uso de construcciones con regla y compás. Antes del método de resolución de Viète, Regiomontanus dudaba de la posibilidad de resolución del problema de Apolonio con regla y compás. Viète resolvió en primer lugar algunos casos especiales sencillos del problema de Apolonio, como encontrar una circunferencia que pase por tres puntos dados, que solo tiene una solución si los puntos son diferentes, formulando soluciones para casos especiales más complicados, en algunos de estos casos mediante la reducción o la ampliación de las circunferencias dadas. Según la descripción de Papo de Alejandría en el siglo IV, el propio libro de Apolonio sobre este problema —titulado Ἐπαφαί (Epaphaí, «Tangencias»; en latín: De tactionibus, De contactibus)— seguía una aproximación progresiva similar. Por tanto, la resolución de Viète se considera una reconstrucción plausible de la resolución de Apolonio, aunque también se han publicado otras reconstrucciones hechas independientemente por tres autores más.
Durante el siglo XIX se desarrollaron varias resoluciones geométricas del problema de Apolonio. Las más notables son las de Jean-Victor Poncelet (1811) y Joseph Diaz Gergonne (1814). Mientras que la resolución de Poncelet se basa en el uso de centros de homotecia de circunferencias y en el teorema de la potencia de un punto, el método de Gergonne aprovecha la relación conjugada entre las rectas y sus polos en una circunferencia. En 1879 Julius Petersen desarrolló por primera vez métodos que utilizan la inversión de la circunferencia; un ejemplo es el método de solución anular de Harold Scott MacDonald Coxeter. Otra aproximación utiliza la geometría de la esfera de Lie, desarrollada por Sophus Lie.
René Descartes e Isabel de Hervorden se convirtieron en los primeros en proporcionar resoluciones algebraicas, aunque los métodos que utilizaban eran bastante complejos. A finales del siglo XVIII y durante el XIX, se desarrollaron otros métodos algebraicos más prácticos por parte de muchos matemáticos, incluyendo Leonhard Euler, Nicolas Fuss, Carl Friedrich Gauss, Lazare Carnot, y Augustin Louis Cauchy.

## Métodos de resolución

### Intersección de hipérbolas

Dos circunferencias dadas (en negro) y una circunferencia tangente a las dos (en rosa). Las distancias de centro a centro d_{1} y d_{2} son iguales a r_{1} + r_{s} y r_{2} + r_{s}, respectivamente, y por tanto su diferencia es independiente de r_{s}.

La resolución de Adriaan van Roomen, publicada en 1596, está basada en la intersección de dos hipérbolas. Dadas las circunferencias C1, C2 y C3, Van Room abordó la solución del problema general a través de la resolución de un problema más sencillo, consistente en encontrar las circunferencias que son tangentes a dos circunferencias dadas, como pueden ser, por ejemplo, C1 y C2. Observó que el centro de una circunferencia tangente a las dos circunferencias dadas debía de estar situado en un punto de una hipérbola cuyos focos fueran los centros de las circunferencias dadas. Como se muestra en la ilustración a la derecha, llamamos a los radios de la circunferencia solución y de las dos circunferencias dadas rs, r1 y r2, respectivamente. La distancia d1 entre el centro de la circunferencia solución y el de C1 puede ser rs + r1 o rs − r1, dependiendo de si se elige que estas circunferencias sean tangentes externa o internamente, de manera respectiva. Del mismo modo, la distancia d2 entre el centro de la circunferencia solución y el de C2 puede ser rs + r2 o rs − r2, otra vez dependiendo del tipo de la tangencia elegida. Por lo tanto, la diferencia d1 − d2 entre estas distancias siempre es una constante que es independiente de rs. Esta propiedad de poseer una diferencia fija entre las distancias al foco caracteriza las hipérbolas, y por esta razón los posibles centros de una circunferencia solución deben estar situados sobre dicha hipérbola. Se puede crear una segunda hipérbola por la pareja de circunferencias dadas C2 y C3, en la que la tangencia externa o interna de la circunferencia solución y C2 se debe elegir de manera consistente con la primera hipérbola. Una intersección de estas dos hipérbolas (si existe) da el centro de una circunferencia solución que tiene las tangencias internas y externas escogidas para las tres circunferencias dadas. El conjunto completo de soluciones al problema de Apolonio se encuentra cuando se consideran todas las combinaciones posibles de tangencias internas y externas de la circunferencia solución con las tres circunferencias dadas.

El conjunto de puntos con una relación constante de distancias d_{1}/d_{2} a dos puntos fijos es una circunferencia.

En 1687 Isaac Newton, en sus Philosophiæ naturalis principia mathematica, refinó el método de van Roomen de manera que los centros de las circunferencias solución se encontrasen en las intersecciones de una recta con una circunferencia. Newton formuló el problema de Apolonio como un problema de trilateración: encontrar un punto Z a partir de tres puntos dados A, B y C, de manera que las diferencias de distancias entre Z y los tres puntos dados tengan valores conocidos. Estos cuatro puntos se corresponden con el centro de la circunferencia solución (Z) y los centros de las tres circunferencias dadas (A, B y C). En lugar de resolverlo a través de las dos hipérbolas, Newton construyó sus correspondientes directrices. Para cualquier hipérbola, la razón de distancias desde un punto Z al foco A y a su directriz es una constante llamada excentricidad. Las dos directrices se intersecan en un punto T, y a partir de sus razones de distancias conocidas, Newton construyó una recta que pasa por T sobre la que debe descansar el centro Z. No obstante, la razón de distancias TZ/TA también es conocida, por lo que el punto Z también está situado en una circunferencia conocida, porque Apolonio ya había demostrado que una circunferencia se puede definir como el conjunto de puntos que tienen una razón de distancias dada a dos puntos (como acotación al margen, esta definición es la base del sistema de coordenadas bipolares). De ese modo, las soluciones del problema de Apolonio se pueden encontrar a partir de las intersecciones de una recta con una circunferencia.

### Reconstrucción de Viète

La tangencia entre circunferencias se conserva si sus radios varían en cantidades iguales. Una circunferencia solución (en rosa) se debe reducir o ampliar junto con las circunferencias que sean tangentes interiormente (la circunferencia negra de la derecha), mientras que las circunferencias tangentes exteriormente (las dos circunferencias negras de la izquierda) hacen la transformación contraria.

Como se explica más abajo, el problema de Apolonio tiene diez casos especiales, dependiendo de la naturaleza de los tres objetos dados, que pueden indistintamente ser circunferencias (C), rectas (R) o puntos (P). Habitualmente, estos diez casos se clasifican con un código de tres letras como podría ser CCP para el caso de dos circunferencias y un punto. El matemático francés François Viète resolvió los diez casos usando solo construcciones con regla y compás, y utilizó las soluciones de los casos más sencillos para conseguir resolver los más complicados.
Viète comenzó resolviendo el caso PPP (tres puntos) siguiendo el método de Euclides que se expone en su obra Elementos. A partir de aquí, derivó un lema correspondiente al teorema de la potencia de un punto, que utilizó para resolver el caso RPP (una recta y dos puntos). Siguiendo el método Euclides por segunda vez, Viète resolvió el caso RRR (tres rectas) utilizando el teorema de la bisectriz. Entonces derivó un lema para construir la recta perpendicular a una bisectriz que pasa por un punto, que utilizó para resolver el problema RRP (dos rectas y un punto). Así ya había resuelto los cuatro primeros casos del problema de Apolonio, los que no contienen circunferencias.
Para resolver los problemas restantes, Viète aprovechó el hecho de que se pueden variar a la vez las medidas de las circunferencias dadas y la circunferencia solución mientras se preservan las tangencias (como se ejemplifica en la imagen a la derecha). Si el radio de la circunferencia solución varía un incremento Δr, los radios de las circunferencias dadas que son tangentes internamente también deben variar Δr, mientras que los radios de las circunferencias dadas que son tangentes externamente deben variar —Δr. Dicho de otro modo, para mantener las tangencias al tiempo que la circunferencia solución se agranda, las circunferencias dadas tangentes internamente se han de ampliar y, en cambio, las circunferencias dadas tangentes externamente deben reducirse.
Viète utilizó este enfoque para reducir una de las circunferencias a un punto (una circunferencia de radio 0), lo que convertía el problema en un caso más sencillo ya resuelto. En primer lugar resolvió el caso CRR (una circunferencia y dos rectas) mediante la reducción de la circunferencia a un punto y transformando esto en un caso RRP. Después resolvió el caso CRP (una circunferencia, una recta y un punto) utilizando tres lemas. Reduciendo de nuevo una circunferencia a un punto, Viète transformó el caso CCR en un caso CRP, ya resuelto. Después resolvió el caso CPP (una circunferencia y dos puntos) y el caso CCP (dos circunferencias y un punto), el último caso a través de dos lemas. Finalmente, Viète resolvió el caso general CCC (tres circunferencias) reduciendo una circunferencia en un punto, que lo transformaba en el caso CCP ya resuelto.

### Soluciones algebraicas
El problema de Apolonio se puede plantear como un sistema de tres ecuaciones, con el objetivo de encontrar el radio y la posición del centro de la circunferencia solución. Como las tres circunferencias dadas y cualquier circunferencia solución deben estar en el mismo plano, sus posiciones se pueden expresar mediante las coordenadas (x, y) de sus centros. Por ejemplo, las posiciones de los centros de las tres circunferencias dadas se pueden denominar (x1, y1), (x2, y2) y (x3, y3), mientras que la posición del centro de la circunferencia solución se puede denominar (xs, ys). Del mismo modo, los radios de las circunferencias dadas y el de la circunferencia solución se pueden denominar r1, r2, r3 y rs, respectivamente. La condición de que la circunferencia solución sea tangente a cada una de las tres circunferencias dadas se puede expresar con un sistema de tres ecuaciones para las tres incógnitas xs, ys y rs:
{\displaystyle \left\{{\begin{matrix}(x_{s}-x_{1})^{2}+(y_{s}-y_{1})^{2}=(r_{s}-s_{1}r_{1})^{2}\\(x_{s}-x_{2})^{2}+(y_{s}-y_{2})^{2}=(r_{s}-s_{2}r_{2})^{2}\\(x_{s}-x_{3})^{2}+(y_{s}-y_{3})^{2}=(r_{s}-s_{3}r_{3})^{2}\end{matrix}}\right.}
Los tres números s1, s2 y s3 del segundo miembro de estas ecuaciones, llamados signos, pueden ser igual a ±1, y especifican si la circunferencia solución deseada es tangente internamente (s = 1) o externamente (s = -1) a la circunferencia dada correspondiente. Por ejemplo, en la imagen que ilustra la sección anterior, la circunferencia solución rosa es tangente internamente a la circunferencia dada de la derecha y tangente externamente a las circunferencias dadas más grande y más pequeña de la izquierda; si las circunferencias dadas están ordenadas según su radio, los signos para esta solución serían «- + -». Como los tres signos se pueden elegir independientemente, hay ocho sistemas de ecuaciones posibles (2 × 2 × 2 = 8), cada uno correspondiente a una de las ocho circunferencias resolutorias posibles.
El sistema general de tres ecuaciones de segundo grado se puede resolver por el método de las resultantes. Cuando se multiplican, las tres ecuaciones tienen xs2 + ys2 en el miembro de la izquierda y rs2 en el miembro de la derecha. Restando una ecuación de otra, estos términos cuadráticos se anulan, los términos lineales que quedan se pueden reorganizar para dar las fórmulas de las coordenadas xs e ys:
{\displaystyle \left\{{\begin{matrix}x_{s}=&M+Nr_{s}\\y_{s}=&P+Qr_{s}\end{matrix}}\right.}
donde M, N, P y Q son funciones conocidas de las circunferencias dadas y la elección de los signos. La sustitución de estas fórmulas en una de las tres ecuaciones iniciales da una ecuación de segundo grado en la que la incógnita rs se puede resolver mediante la fórmula correspondiente. La sustitución del valor numérico de rs en las fórmulas lineales proporciona los valores correspondientes a xs y ys.
Los signos s1, s2 y s3 en el miembro de la derecha de las ecuaciones pueden ser elegidos de ocho maneras diferentes, y cada elección de signos da hasta dos soluciones, ya que la ecuación con incógnita rs es de segundo grado. Esto podría hacer pensar (incorrectamente) que puede haber hasta dieciséis soluciones del problema de Apolonio. Sin embargo, debido a una simetría entre las ecuaciones, si (rs, xs, ys) es una solución, con signos si, entonces también lo es (−rs, xs, ys), con los signos opuestos −si, que representa la misma circunferencia solución. Por tanto, el problema de Apolonio tiene como máximo ocho soluciones independientes. Una manera de evitar este doble recuento es considerar solo las circunferencias solución con radio no negativo.
Las dos raíces de cualquier ecuación de segundo grado pueden ser de tres tipos diferentes: dos números reales distintos, dos números reales iguales (es decir, una raíz doble degenerada) o dos raíces complejas conjugadas. El primer caso corresponde a la situación común, cada pareja de raíces corresponde a una pareja de soluciones que están relacionadas por la inversión de la circunferencia, como se muestra más abajo. El segundo caso, en el que las dos raíces son iguales, se corresponde a una circunferencia solución que se transforma en sí misma con la inversión. En este caso, una de las circunferencias dadas es en sí misma una solución del problema de Apolonio y el número de soluciones diferentes se reduce en uno. El tercer caso, de radios complejos conjugados, no corresponde a ninguna solución geométricamente posible del problema de Apolonio, ya que una circunferencia solución no puede tener un radio imaginario, por lo que el número de soluciones se reduce en dos. Curiosamente, el problema de Apolonio no puede tener siete soluciones, aunque puede tener cualquier otro número de soluciones de cero a ocho.

### Geometría de la esfera de Lie
Las mismas ecuaciones algebraicas se pueden llevar al contexto de la geometría de la esfera de Lie. Esta geometría representa circunferencias, rectas y puntos de una manera unificada, como un vector de cinco dimensiones X = (v, cx, cy, w, s·r), donde c = (cx, cy) es el centro de la circunferencia y r es su radio (no negativo). Si r no es cero, el signo s puede ser positivo o negativo, para verlo, se representa la orientación de la circunferencia: las circunferencias orientadas en contra del sentido de las agujas del reloj tienen s positivo y, en cambio, las que están orientadas en el sentido de las agujas del reloj tienen s negativo. El parámetro w es cero para las rectas y uno en otro caso.
En este mundo de cinco dimensiones, existe un producto bilineal similar al producto escalar:
{\displaystyle \left(X_{1}|X_{2}\right):=v_{1}w_{2}+v_{2}w_{1}+\mathbf {c} _{1}\cdot \mathbf {c} _{2}-s_{1}s_{2}r_{1}r_{2}.}
La cuádrica de Lie se define como aquellos vectores cuyo producto consigo mismos (su norma al cuadrado) es cero, (X|X) = 0. Sean X1 y X2 dos vectores pertenecientes a esta cuádrica, la norma de sus diferencias es igual a:
{\displaystyle \left(X_{1}-X_{2}|X_{1}-X_{2}\right)=2\left(v_{1}-v_{2}\right)\left(w_{1}-w_{2}\right)+\left(\mathbf {c} _{1}-\mathbf {c} _{2}\right)\cdot \left(\mathbf {c} _{1}-\mathbf {c} _{2}\right)-\left(s_{1}r_{1}-s_{2}r_{2}\right)^{2}.}
El producto tiene la propiedad distributiva respecto a la suma y la resta (más precisamente, es bilineal):
{\displaystyle \left(X_{1}-X_{2}|X_{1}-X_{2}\right)=\left(X_{1}|X_{1}\right)-2\left(X_{1}|X_{2}\right)+\left(X_{2}|X_{2}\right).}
Como (X1|X1) = (X2|X2) = 0 (ambos pertenecen a la cuádrica de Lie) y w1 = w2 = 1 para circunferencias, el producto de dos vectores tales cualesquiera a la cuádrica es igual a:
{\displaystyle -2\left(X_{1}|X_{2}\right)=\|\mathbf {c} _{1}-\mathbf {c} _{2}\|^{2}-\left(s_{1}r_{1}-s_{2}r_{2}\right)^{2}.}
donde las barras verticales que contienen c1 − c2 representan la longitud de este vector diferencia, es decir, la norma euclidiana. Esta fórmula muestra que si dos vectores cuádricos X1 and X2 son ortogonales (perpendiculares) el uno al otro —esto es, si (X1|X2)= 0—, entonces sus circunferencias correspondientes son tangentes. En caso de que los dos signos s1 and s2 sean iguales (es decir, que las circunferencias tengan la misma «orientación»), las circunferencias son tangentes internamente, la distancia entre sus centros es igual a la diferencia entre los radios:
{\displaystyle \|\mathbf {c} _{1}-\mathbf {c} _{2}\|^{2}=\left(r_{1}-r_{2}\right)^{2}.}
Por el contrario, si los dos signos s1 and s2 son diferentes (es decir, las circunferencias tienen «orientaciones» contrarias), las circunferencias son tangentes externamente, la distancia entre sus centros es igual a la suma de los radios:
{\displaystyle \|\mathbf {c} _{1}-\mathbf {c} _{2}\|^{2}=\left(r_{1}+r_{2}\right)^{2}.}
Por tanto, el problema de Apolonio se puede formular en términos de la geometría de Lie como el problema de encontrar vectores perpendiculares en la cuádrica de Lie, específicamente, el objetivo es identificar vectores resolutorios Xsol que pertenezcan a la cuádrica de Lie y sean también ortogonales (perpendiculares) a los vectores X1, X2 y X3 correspondientes a las circunferencias dadas:
{\displaystyle \left(X_{\mathrm {sol} }|X_{\mathrm {sol} }\right)=\left(X_{\mathrm {sol} }|X_{1}\right)=\left(X_{\mathrm {sol} }|X_{2}\right)=\left(X_{\mathrm {sol} }|X_{3}\right)=0}
La ventaja de esta reformulación es que se pueden aprovechar los teoremas del álgebra lineal sobre el máximo número de vectores linealmente independientes simultáneamente perpendiculares. Esto proporciona otra manera de contar el máximo número de soluciones y extender el teorema a espacios de mayores dimensiones.

### Métodos inversos
Un entorno de tratamiento natural para el problema de Apolonio es la geometría inversiva. La estrategia básica de los métodos inversos es transformar un problema de Apolonio dado en otro que sea más sencillo de resolver, las soluciones del problema original se encuentran a partir de las soluciones del problema transformado, al deshacer la transformación. Las transformaciones examinadas deben cambiar un problema de Apolonio en otro; además, deben transformar las circunferencias, rectas y puntos dados en otras circunferencias, rectas y puntos, y no en otras formas. La inversión de la circunferencia tiene esta propiedad y además permite elegir de forma libre el centro y el radio de la circunferencia invertida. Otras transformaciones plausibles podrían ser las isometrías del plano euclídeo, sin embargo, estas no simplifican el problema, pues solo desplazan, giran o hacen una reflexión del problema original.
La inversión de la circunferencia de centro O y radio R consiste en la siguiente operación: a cada punto P se le asigna un nuevo punto P como O, P y P' deben estar alineados, y el producto de las distancias desde P y P' hasta el centro O sea igual al radio R al cuadrado:
{\displaystyle {\overline {\mathbf {OP} }}\cdot {\overline {\mathbf {OP^{\prime }} }}=R^{2}.}
Así, si P está fuera de la circunferencia, entonces P' queda dentro, y viceversa. Cuando P es el mismo que O, se dice que la inversión envía el punto P en el infinito (en análisis complejo, el «infinito» se define en términos de la esfera de Riemann). La inversión tiene la útil propiedad que rectas y circunferencias siempre se transforman en rectas y circunferencias, y que los puntos siempre se transforman en puntos. En la inversión, las circunferencias se suelen transformar en otras circunferencias, sin embargo, si una circunferencia pasa por el centro de la circunferencia de inversión, se transforma en una recta, y viceversa. Es importante destacar que si una circunferencia corta la circunferencia de inversión en ángulos rectos (hay interseca perpendicularmente), no queda afectada por la inversión; se transforma en sí misma.
Las inversiones de la circunferencia corresponden a un subconjunto de las transformaciones de Möbius en la esfera de Riemann. El problema de Apolonio en el plano se puede llevar a la esfera con una proyección estereográfica inversa, por lo que las soluciones del problema en el plano corresponden con las soluciones a la esfera. Existen otras resoluciones inversivas del problema aparte de las descritas anteriormente.

### Parejas de soluciones por inversión

Una pareja de soluciones conjugadas del problema de Apolonio (circunferencias en rosa), donde las circunferencias negras son las dadas.

Las soluciones del problema de Apolonio aparecen a menudo en parejas, por cada circunferencia solución, existe una circunferencia solución conjugada. Una circunferencia solución contiene las circunferencias dadas que la conjugada no contiene, y viceversa. Por ejemplo, la ilustración de la derecha, una circunferencia solución (rosa, arriba a la izquierda) con dos circunferencias dadas (negras), pero no contiene una tercera, al contrario, la solución conjugada (también rosa, abajo a la derecha) contiene la tercera circunferencia dada, pero no contiene las otras dos. Las dos circunferencias resolutorias conjugadas están relacionadas por la inversión, tal como se explica a continuación.
En general, dadas tres circunferencias diferentes cualesquiera existe una única circunferencia —la circunferencia radical— que las interseca a todas perpendicularmente; precisamente, el centro de esta circunferencia es el centro radical de las tres circunferencias. Esto se muestra en la ilustración de la derecha, donde la circunferencia naranja interseca las circunferencias negras dadas en ángulos rectos. La inversión en la circunferencia radical no modifica las circunferencias dadas, pero transforma las dos soluciones conjugadas una en la otra. Bajo la misma inversión, los puntos de tangencia correspondientes a las dos circunferencias resolutorias se transforman el uno en el otro, en la ilustración los dos azules situados en cada recta verde se transforman el uno en el otro. Por ello, las rectas que unen estos puntos de tangencia conjugados no varían bajo la inversión, por lo que deben pasar por el centro de inversión, que es el centro radical (las rectas verdes que intersecan en el punto naranja en la ilustración).

#### Inversión para obtener un anillo

Una circunferencia solución (en rosa) del primer grupo se sitúa entre las circunferencias concéntricas dadas (en negro). Dos veces r_{s}, el radio de las circunferencias soluciones, es igual a la diferencia r_{externo} − r_{interno} de los radios interno y externo, mientras que dos veces su distancia al centro d_{s} es igual a su suma.

Una circunferencia solución (en rosa) del segundo grupo contiene la circunferencia interna dada (en negro). Dos veces r_{s}, el radio de la circunferencia solución, es igual a la suma r_{externo} + r_{interno} de los radios interno y externo, mientras que dos veces su distancia al centro d_{s} es igual a su diferencia.

Si dos de las tres circunferencias dadas no se intersecan, se puede escoger un centro de inversión de modo que estas dos circunferencias dadas queden concéntricas. Bajo esta inversión, las circunferencias soluciones deben situarse dentro del anillo o corona formada por las dos circunferencias concéntricas. Por lo tanto, pertenecen a dos grupos de un solo parámetro. En el primer grupo, las soluciones no contienen la circunferencia concéntrica interna, sino que giran como las bolas de un rodamiento rígido o cojinete de rodaduras en el anillo. En el segundo grupo, las circunferencias soluciones contienen la circunferencia concéntrica interna. En general, existen cuatro soluciones para cada grupo, y por lo tanto hay un total de ocho soluciones posibles, consistente con las resoluciones algebraicas.
Cuando dos de las circunferencias dadas son concéntricas, el problema de Apolonio se puede resolver fácilmente siguiendo un método de Gauss, creado por Carl Friedrich Gauss. Los radios de las tres circunferencias dadas son conocidos, como también lo es la distancia dnon del centro concéntrico común y el centro de la circunferencia no concéntrica. La circunferencia solución se puede determinar a partir de su radio rs, el ángulo θ, y las distancias ds y dT desde su centro hasta el centro concéntrico común y de este último hasta el centro de la circunferencia no concéntrica, respectivamente. El radio y la distancia ds son conocidos, y la distancia dT = rs ± rnon, dependiendo de si la circunferencia solución es tangente interna o externamente a la circunferencia no concéntrica. Por lo tanto, aplicando el teorema del coseno:
{\displaystyle \cos \theta ={\frac {d_{\mathrm {s} }^{2}+d_{\mathrm {non} }^{2}-d_{\mathrm {T} }^{2}}{2d_{\mathrm {s} }d_{\mathrm {non} }}}\equiv C_{\pm }.}
Aquí, una nueva constante C ha sido definida para abreviar esto, con el subíndice que indica si la solución es tangente externamente o interna. Una simple reordenación trigonométrica proporciona las cuatro soluciones,
{\displaystyle \theta =\pm 2\ \mathrm {atan} \left({\sqrt {\frac {1-C}{1+C}}}\right).}
Esta fórmula representa cuatro soluciones, correspondiente a las dos elecciones del signo de θ, y las dos elecciones por C. Las cuatro soluciones restantes se pueden obtener por el mismo método, utilizando las sustituciones por rs y ds indicadas al pie de la imagen que ilustra el segundo grupo. Así, las ocho soluciones que corresponden al problema de Apolonio se pueden encontrar, de manera general, por este método.
Dos circunferencias dadas cualesquiera que no se intersecan pueden transformarse en concéntricas de la siguiente manera. Se construye el eje radical de las dos circunferencias dadas, escogiendo dos puntos arbitrarios P y Q en este eje radical, pudiéndose construir dos circunferencias centradas en P y Q y que intersecan las dos circunferencias dadas perpendicularmente. Estas dos circunferencias construidas intersecan en dos puntos. La inversión en uno de estos puntos de intersección F transforma las circunferencias construidas en rectas que pasan por F y las dos circunferencias dadas en circunferencias concéntricas, con la tercera circunferencia dada que se transforma en otra circunferencia (en general). Por este resultado se obtiene que el sistema de circunferencias es equivalente a un conjunto de circunferencias de Apolonio, formando así un sistema de coordenadas bipolares.

#### Cambios de tamaño e inversión
La utilidad de la inversión se puede incrementar significativamente con los cambios de tamaño. Como se explica en la reconstrucción de Viète, las tres circunferencias dadas y la circunferencia solución se pueden cambiar de tamaño a la vez mientras se mantienen las tangencias. Así, el problema de Apolonio inicial se transforma en otro problema que puede ser más fácil de resolver. Por ejemplo, las cuatro circunferencias se pueden cambiar de tamaño de manera que una circunferencia solución se reduzca a un punto; alternativamente, a menudo dos circunferencias dadas se pueden cambiar de tamaño para que sean tangentes entre ellas. En tercer lugar, las circunferencias dadas que se cortan también se pueden cambiar de tamaño para que no se intersequen, y después de esto se puede aplicar el método de inversión para obtener un anillo. En todos estos casos, la solución del problema de Apolonio original se obtiene a partir de la solución del problema transformado deshaciendo la inversión y los cambios de tamaño.

##### Reducción de una circunferencia dada a un punto
En el primer enfoque, las circunferencias dadas se reducen o aumentan de tamaño (según el tipo de tangencia) hasta que una de las circunferencias dadas se transforma en un punto P. Así, el problema de Apolonio degenera en el caso especial CCP, que consiste en encontrar una circunferencia solución tangente a las dos circunferencias dadas restantes y que pase por el punto P. La inversión en una circunferencia centrada en P transforma las dos circunferencias dadas en nuevas circunferencias, y la circunferencia solución en una recta. Por tanto, la solución transformada es una recta tangente a las dos circunferencias dadas transformadas. Pueden existir hasta cuatro rectas resolutorias, que se pueden construir desde los centros homotéticos interno y externo de las dos circunferencias. La reversión de la inversión en P y del cambio de tamaño transforma estas rectas resolutorias en las circunferencias soluciones deseadas del problema de Apolonio original. Las ocho soluciones generales se pueden obtener reduciendo o aumentando las circunferencias de acuerdo con las tangencias internas y externas diferentes de cada solución, no obstante, se pueden reducir a un punto las circunferencias diferentes y así obtener soluciones diferentes.

##### Cambio de tamaño para obtener una tangencia entre dos circunferencias dadas
En el segundo enfoque, los radios de las circunferencias dadas son modificados en una cantidad Δr de manera que dos de ellas sean tangentes. El punto de tangencia correspondiente se utiliza como centro de inversión en una circunferencia que interseca cada una de las dos circunferencias tangentes en dos puntos. Bajo la inversión, las dos circunferencias tangentes se transforman en dos rectas paralelas: su único punto de intersección se sitúa en el infinito después de la inversión, y por tanto no se pueden encontrar. La misma inversión transforma la tercera circunferencia en otra circunferencia. Las soluciones del problema invertido deben ser (1) rectas paralelas a las dos paralelas dadas y tangentes a la tercera circunferencia transformada, o bien (2) una circunferencia tangente a las dos paralelas (con radio igual a la mitad de distancia entre las paralelas) y tangente a la circunferencia dada transformada. La reversión de la inversión y el reajuste del radio de todas las circunferencias en Δr produce las circunferencias soluciones tangentes a las tres circunferencias originales.

### Resolución de Gergonne

Las dos rectas tangentes de los dos puntos de tangencia de una circunferencia dada intersecan al eje radical R (recta roja) de las dos circunferencias soluciones (en rosa). Los tres puntos de intersección sobre I son los polos de las rectas que unen los puntos de tangencia azules en cada circunferencia dada (en negro).

El enfoque de Gergonne considera las circunferencias soluciones en parejas. Sean CA y CB una pareja de circunferencias soluciones y sean A1, A2, A3, y B1, B2, B3 sus puntos de tangencia con las tres circunferencias dadas, con el orden que corresponde. La solución de Gergonne tiene como objetivo localizar estos seis puntos, y así encontrar las circunferencias soluciones.
La idea de Gergonne era que si se pudiera construir una recta L1 de manera que A1 y B1 se pertenecieran, estos dos puntos se podrían identificar como los puntos de intersección de L1 con la circunferencia dada C1. Los otros cuatro puntos de tangencia se podrían situar de manera análoga, construyendo las rectas L2 y L3 que contuvieran A2 y B2, y A3 y B3, respectivamente. Para construir una recta como L1, deben encontrar dos puntos que pertenezcan, pero estos puntos no pueden ser los puntos de tangencia. Gergonne fue capaz de encontrar otros dos puntos por cada una de las tres rectas. Uno de los dos puntos ya es conocido: se trata del centro radical G que pertenece a las tres rectas.
Para encontrar un segundo punto de las rectas L1, L2 y L3, Gergonne observó una relación recíproca entre estas rectas y el eje radical R de las circunferencias solución, CA y CB. Para entender esta relación recíproca, se pueden considerar las dos rectas tangentes a la circunferencia C1 dibujadas a sus puntos de tangencia A1 y B1 con las circunferencias soluciones, el punto de intersección entre estas dos rectas es el polo de L1 respecto a C1. Como las distancias entre este punto (el polo) y los puntos de tangencia A1 y B1 son iguales, el polo también tiene que estar situado en el eje radical R de las circunferencias soluciones, por definición. La relación entre los polos y las respectivas rectas polares es recíproca, si el polo de L1 respecto a C1 pertenece a I, el polo de I respecto a C1 debe pertenecer a L1. Así, si se conoce R, se puede encontrar su polo P1 respecto a C1, y se obtiene como resultado el segundo punto de L1.

Los polos (puntos rojos) del eje radical R en las tres circunferencias dadas (en negro) se sitúan en las rectas verdes que unen los puntos de tangencia. Estas rectas se pueden construir a partir de los polos y del centro radical (en naranja).

Gergonne encontró el eje radical R de las circunferencias soluciones desconocidas de la siguiente manera. Cualquier pareja de circunferencias tiene dos centros de semejanza; estos dos puntos son los dos puntos de intersección posibles de las rectas tangentes a las dos circunferencias. Por tanto, las tres circunferencias dadas tienen un total de seis centros de semejanza, dos por cada pareja diferente de circunferencias dadas. Sorprendentemente, estos seis puntos se encuentran en cuatro rectas, tres puntos en cada recta, por otra parte, cada recta corresponde al eje radical de una pareja potencial de circunferencias soluciones. Para demostrar esto, Gergonne consideró rectas que pasaran por los puntos de tangencia de dos de las circunferencias dadas, es decir, la recta determinada por A1,A2 y la determinada por B1,B2. Sea X3 uno de los dos centros de semejanza de las circunferencias C1 y C2, entonces A1,A2 y B1,B2 son parejas de puntos antihomólogos; debido a que no existe relación de los lados que en cada una de dos o más figuras geométricas semejantes están colocados en el mismo orden, y las rectas respectivas intersecan a X3. De ello se deduce, por tanto, que los productos de las distancias deben ser iguales:
{\displaystyle {\overline {X_{3}A_{1}}}\cdot {\overline {X_{3}A_{2}}}={\overline {X_{3}B_{1}}}\cdot {\overline {X_{3}B_{2}}}}
lo cual, implica que X3 esté situado en el eje radical de las dos circunferencias soluciones. El mismo razonamiento se puede aplicar a las otras parejas de circunferencias, de modo que tres centros de semejanza de las tres circunferencias dadas deben encontrarse en el eje radical de parejas de circunferencias soluciones.
En resumen, la recta L1 buscada queda determinada por dos puntos: el centro radical G de las tres circunferencias dadas y el polo respecto a C1 de una de las cuatro rectas que unen los centros de homotecia. El hecho de encontrar los mismos polos respecto a C2 y C3 permite obtener L2 y L3, respectivamente, así, se pueden situar los seis puntos y encontrar una pareja de circunferencias soluciones. La repetición de este procedimiento con las otras tres rectas que unen los centros de homotecia da seis soluciones más, formando un total de ocho soluciones. Sin embargo, si una recta Lk no interseca la circunferencia correspondiente Ck para algún valor de k, no existe la pareja de circunferencias soluciones para esta recta de centros de homotecia.

## Casos especiales

### Diez combinaciones de puntos, rectas y circunferencias
El problema de Apolonio consiste en construir una o más circunferencias tangentes a tres objetos dados, que pueden ser circunferencias, puntos o rectas. Esto proporciona hasta diez tipos distintos de problemas de Apolonio, correspondientes a cada combinación de circunferencias, rectas y puntos, a las que se puede designar un código de tres letras, C, R (L en inglés), o bien P, para denotar si los objetos dados son una circunferencia, una recta o un punto, respectivamente. Por ejemplo, el tipo de problema de Apolonio con una circunferencia, recta y punto dados se indica con el código CRP. Los puntos y las rectas se pueden considerar casos especiales de las circunferencias, un punto se puede considerar una circunferencia de radio infinitamente pequeño, y una recta se puede concebir como una circunferencia infinitamente grande con el centro también situado en el infinito.
Algunos de estos casos especiales son más fáciles de resolver que el caso general de tres circunferencias dadas. Los dos casos más sencillos son los que tratan de dibujar una circunferencia que pase por tres puntos dados (PPP) o tangente a tres rectas (RRR), que Euclides resolvió en la obra Elementos. Por ejemplo, el caso PPP se puede resolver como se explica a continuación. El centro de la circunferencia solución es equidistante a los tres puntos, y por lo tanto, debe situarse sobre la mediatriz del segmento formado por dos de los puntos. En consecuencia, el centro es el punto de intersección de dos de las mediatrices. Del mismo modo, en el caso RRR, el centro se situará sobre las bisectrices de los ángulos formados en los tres puntos de intersección entre las rectas dadas, por lo que el nuevo centro se sitúa el punto de intersección de dos de estas bisectrices. Como hay dos bisectrices en cada punto de intersección de las tres rectas dadas, existen cuatro soluciones al problema general RRR.
Los otros nueve casos que comportan el uso de rectas y puntos se pueden considerar casos límite del problema general. A menudo estos casos especiales tienen menos soluciones que el problema general, por ejemplo, el reemplazo de una circunferencia dada por un punto deja en la mitad el número de soluciones, ya que un punto se puede concebir como una circunferencia infinitesimal que es a la vez tangente interna y externa.
| Índice | Código | Elementos dados                             | Número de soluciones (en general) | Ejemplo (soluciones en rosa; circunferencias dadas en negro) |
| ------ | ------ | ------------------------------------------- | --------------------------------- | ------------------------------------------------------------ |
| 1      | PPP    | tres puntos                                 | 1                                 |                                                              |
| 2      | RPP    | una recta y dos puntos                      | 2                                 |                                                              |
| 3      | RRP    | dos rectas y un punto                       | 2                                 |                                                              |
| 4      | RRR    | tres rectas                                 | 4                                 |                                                              |
| 5      | CPP    | una circunferencia y dos puntos             | 2                                 |                                                              |
| 6      | CRP    | una circunferencia, una recta y un punto    | 4                                 |                                                              |
| 7      | CRR    | una circunferencia y dos rectas             | 8                                 |                                                              |
| 8      | CCP    | dos circunferencias y un punto              | 4                                 |                                                              |
| 9      | CCR    | dos circunferencias y una recta             | 8                                 |                                                              |
| 10     | CCC    | tres circunferencias (el problema original) | 8                                 |                                                              |

### Número de soluciones

Un problema de Apolonio sin soluciones. Una circunferencia que resolviera el problema (en rosa) debería cruzar la circunferencia discontinua dada (en negro) para tocar las otras dos circunferencias (también en negro).

El problema consistente en contar el número de soluciones de diferentes tipos de problemas de Apolonio pertenece al campo de la geometría enumerativa, una rama de la geometría algebraica que busca encontrar el número de soluciones de ciertas cuestiones geométricas por medio de la teoría de intersección; una teoría en la que se calculan intersecciones dentro de un anillo. El número de soluciones general para cada uno de los diez tipos de problema de Apolonio se muestra en la tabla superior. Sin embargo, algunas disposiciones especiales de los objetos dados pueden hacer cambiar el número de soluciones. Por ejemplo, como se muestra en la ilustración de la derecha, el problema de Apolonio no tiene solución si una circunferencia contiene otra; en el otro extremo, si las tres circunferencias dadas son tangentes en el mismo punto cualquier circunferencia tangente al mismo punto es solución, teniendo entonces infinitas soluciones. Si las tres circunferencias dadas son idénticas (están superpuestas), existen también un número infinito de soluciones. Si solo dos de las circunferencias dadas son idénticas, solo hay dos circunferencias diferentes, los centros de las infinitas circunferencias resolutorias forman una hipérbola, lo que se utiliza en la resolución por intersección de hipérbolas.
En 1896 Robert Franklin Muirhead realizó una enumeración exhaustiva del número de soluciones para todas las disposiciones posibles de las tres circunferencias, puntos o rectas dadas, aunque la cuestión ya había sido tratada anteriormente por V. Stoll, y Eduard Study. Sin embargo, la lista de Muirhead no estaba completa; y se amplió en 1974 y la enumeración definitiva, con 33 casos diferentes, se publicó en 1983.
Aunque normalmente las soluciones del problema de Apolonio van en parejas relacionadas por la inversión, es posible que en algunos casos haya un número impar de soluciones, como la solución única del caso PPP, o cuando una o tres circunferencias dadas son soluciones por sí mismas (como el teorema de Descartes). Sin embargo, no existe ningún problema de Apolonio con siete soluciones. Otros métodos de resolución alternativos basados en la geometría de circunferencias y esferas han sido desarrollados y utilizados en dimensiones más grandes.

### Circunferencias dadas tangentes entre ellas: circunferencias de Soddy y teorema de Descartes
Si las tres circunferencias dadas son tangentes entre ellas, el problema de Apolonio tiene cinco soluciones. Tres de las soluciones son las mismas circunferencias dadas, ya que cada una es tangente a sí misma con respecto a las otras dos. Las dos soluciones restantes corresponden a las circunferencias inscrita y circunscrita en la figura, y se llaman circunferencias de Soddy. Este caso especial del problema de Apolonio también se conoce como problema de las cuatro monedas. Las tres circunferencias dadas de este problema de Apolonio forman una cadena de Steiner tangente a las dos circunferencias de Soddy.
Cualquier circunferencia de Soddy, junto con las tres circunferencias dadas, produce un conjunto de cuatro circunferencias que son tangentes entre todas ellas en seis puntos. Los radios de estas cuatro circunferencias están relacionados por una ecuación conocida como teorema de Descartes. En una carta del 1643 a la princesa Isabel I de Inglaterra, René Descartes demostró que:
{\displaystyle \left(k_{1}+k_{2}+k_{3}+k_{s}\right)^{2}=2\,\left(k_{1}^{2}+k_{2}^{2}+k_{3}^{2}+k_{s}^{2}\right)}
donde ks = 1/rs y rs son la curvatura y el radio de la circunferencia solución, respectivamente, y análogamente para las curvaturas k1, k2 y k3 y los radios r1, r2 y r3 de las tres circunferencias dadas. Por cada conjunto de cuatro circunferencias tangentes entre ellas, existe un segundo conjunto de cuatro circunferencias tangentes entre sí en los mismos seis puntos.
El teorema de Descartes fue descubierto independientemente en 1826 por Jakob Steiner, en 1842 por Philip Beecroft, y otra vez en 1936 por Frederick Soddy. Soddy publicó el descubrimiento en la revista científica Nature en un poema en inglés llamado The Kiss Precise (en español, El beso preciso). La primera estrofa describe las circunferencias de Soddy, mientras que la segunda formula el teorema de Descartes. En el poema de Soddy, se dice que dos circunferencias kiss (se besan) si son tangentes y el término «bend» se refiere a la curvatura k de la circunferencia.

For pairs of lips to kiss maybe
 Involves no trigonometry.
'Tis not so when four circles kiss
Each one the other three.
To bring this off the four must be
As three in one or one in three.
If one in three, beyond a doubt
Each gets three kisses from without.
If three in one, then is that one
Thrice kissed internally.

Four circles to the kissing come.
The smaller are the benter.
 The bend is just the inverse of
 The distance from the center.
 Though their intrigue left Euclid dumb
 There's now no need for rule of thumb.
 Since zero bend's a dead straight line
 And concave bends have minus sign,
 The sum of the squares of all four bends

 Is half the square of their sum.
Pueden besarse los labios, dos a dos,
sin mucho calcular, sin trigonometría;
mas ¡ay! no sucede igual en geometría,
pues si cuatro círculos tangentes quieren ser
y besar cada uno a los otros tres,
para lograrlo habrán de estar los cuatro
o tres dentro de uno, o alguno
por otros tres a coro rodeado. De estar uno entre tres, el caso es evidente
pues son todos besados desde afuera.
Y el caso tres en uno no es quimera,
al ser éste uno por tres veces besado internamente.

Cuatro circunferencias llegaron a besarse,
cuanto menores tanto más curvados,
y es su curvatura tan sólo la inversa
de la distancia desde el centro.
Aunque este enigma a Euclides asombrara,
ninguna regla empírica es necesaria:
al ser las rectas de nula curvatura
y ser las curvas cóncavas tomadas negativas,
la suma de cuadrados de las cuatro curvaturas

Es igual a un medio del cuadrado de su suma.

## Generalizaciones

Un tamiz de Apolonio simétrico, también llamado empaquetado de Leibniz, ya que su creador fue Gottfried Leibniz.

El problema de Apolonio puede generalizarse en construir todas las circunferencias que intersecan tres circunferencias dadas en un ángulo θ preciso, o en tres ángulos especificados θ1, θ2 y θ3; el problema de Apolonio ordinario corresponde al caso especial en que el ángulo de cruce es cero para las tres circunferencias dadas. Otra generalización es la dual de la primera extensión, es decir, construir circunferencias con tres distancias tangenciales especificadas de las tres circunferencias dadas, en cuyo caso el problema original es el caso especial en que las distancias son cero.
El problema de Apolonio se puede extender del plano a la esfera y otras superficies cuádricas. Para la esfera, el problema consiste en construir todas las circunferencias (los bordes de los casquetes esféricos) que son tangentes a tres circunferencias dadas a la esfera. Este problema esférico puede convertirse en un problema plano correspondiente utilizando una proyección estereográfica. Una vez se han construido las soluciones del problema en el plano, las soluciones correspondientes al problema esférico se pueden determinar invirtiendo la proyección estereográfica. De manera más general, se puede considerar el problema de cuatro curvas tangentes que resultan de la intersección de una superficie cuádrica arbitraria y cuatro planos, un problema que trató por primera vez Charles Dupin.
Resolviendo el problema de Apolonio para encontrar la circunferencia inscrita repetidamente, se pueden llenar los intersticios entre las circunferencias mutuamente tangentes tan finamente como se desee, formando así un tamiz de Apolonio, también conocido como empaquetado de Leibniz o empaquetado apoloniano. Este tamiz es un fractal, es autosemejante y tiene una dimensión de Hausdorff, que no se conoce exactamente, pero que se sabe que es alrededor de 1.3, y que es mayor que la de una curva regular o rectificable (d = 1), pero más pequeña que la de un plano (d = 2). Gottfried Leibniz describió por primera vez el tamiz de Apolonio en el siglo XVII, y es el precursor curvo del triángulo de Sierpinski del siglo XX. El tamiz de Apolonio también posee conexiones profundas con otros campos de las matemáticas, por ejemplo, es el conjunto límite de los grupos kleinianos, un grupo finito tipo Γ generado por la orientación y preservación de ciertos mapas en la 1-esfera {\displaystyle B^{3}} sobre {\displaystyle \mathbb {R} ^{3}}. La disposición de una circunferencia tangente a cuatro circunferencias en el plano tiene propiedades especiales, que fueron clarificadas por A. Larmor en 1891 y R. Lachlan en 1893. Esta disposición también es la base del teorema de Casey, que es una generalización del teorema de Ptolomeo.
La extensión del problema de Apolonio en tres dimensiones, a saber, el problema de encontrar una esfera que sea tangente a otras cuatro dadas, se puede resolver mediante métodos análogos. Por ejemplo, las circunferencias dadas y las que son solución se pueden cambiar de tamaño de tal manera que una circunferencia dada se reduzca a un punto mientras se mantiene la tangencia. Una inversión en este punto reduce el problema de Apolonio a encontrar un plano tangente a tres esferas dadas. En general existen ocho planos que son tangentes, que se convierten en las soluciones del problema original cuando se deshacen la inversión y los cambios de tamaño. Pierre de Fermat trató este problema, y muchos otros métodos de resolución se han desarrollado a lo largo de los siglos. El problema de Apolonio puede extenderse a d dimensiones, y consiste en construir las hiperesferas tangentes a un conjunto dado de d + 1 hiperesferas. Tras la publicación del redescubrimiento del teorema de Descartes por parte de Frederick Soddy en 1936, otros resolvieron (independientemente) el caso de las circunferencias tangentes correspondientes a las circunferencias de Soddy en d dimensiones.

## Aplicaciones
La aplicación principal del problema de Apolonio, tal como lo formuló Isaac Newton, es la trilateración hiperbólica, que tiene por objeto determinar una posición a partir de las diferencias entre las distancias de, al menos, tres puntos conocidos. Por ejemplo, cuando se busca determinar la posición de un barco a partir de las diferencias en el tiempo de llegada de señales provenientes de tres transmisores sincronizados. Históricamente, las soluciones al problema de Apolonio se utilizaron durante la Primera Guerra Mundial para determinar la ubicación de una pieza de artillería a partir de la diferencia de tiempo en que se oía el disparo desde tres lugares diferentes, mientras que la trilateración hiperbólica es el principio utilizado por los sistemas de navegación Decca y LORAN. De manera análoga, la ubicación de un avión se puede determinar a partir de la diferencia en el tiempo de llegada de una señal a cuatro estaciones receptoras. Este problema de multilateración es equivalente a la generalización tridimensional del problema de Apolonio y se aplica a sistemas globales de navegación por satélite, como el GPS. También se utiliza para determinar la ubicación de animales que emiten sonidos (como los pájaros o las ballenas), aunque no se corresponde con el problema de Apolonio si la velocidad del sonido varía según la dirección (es decir, cuando el medio de transmisión no es isótropo).
El problema de Apolonio tiene otras aplicaciones. En el volumen uno, específicamente en la proposición 21, de la obra Principia, Newton utilizó la solución del problema para construir una órbita en mecánica celeste a partir del centro de atracción y de la observación de rectas tangentes a la órbita correspondientes a velocidades instantáneas. El caso especial del problema de Apolonio en el que las tres circunferencias son tangentes, se utiliza en el método del círculo de Hardy-Littlewood de teoría analítica de números para construir el contorno de Hans Rademacher para la integración compleja, dados los límites de un conjunto infinito de circunferencias de Ford, cada uno de los cuales toca muchos otros. Finalmente, el problema de Apolonio ha sido aplicado a algunos tipos de problemas de empaquetado, que surgen en campos dispares como los códigos de corrección de errores utilizados en los discos DVD y el diseño de fármacos que se unen a una determinada enzima de una bacteria patógena.

### Enlaces en línea relacionados con la resolución e historia del problema
- Tapia Moreno, Francisco Javier. «Apolonio, el Geómetra de la Antigüedad» (PDF). Apuntes de historia de las matemáticas. Archivado desde el original el 4 de enero de 2012. Consultado el 22 de octubre de 2010.
- Fuentes, Mario. «Cónicas y problemas de Apolonio» (PDF). Consultado el 22 de octubre de 2010. (enlace roto disponible en Internet Archive; véase el historial, la primera versión y la última).
- Weisstein, Eric W. «Apollonius' problem».  En Weisstein, Eric W, ed. MathWorld (en inglés). Wolfram Research.

- Esta obra contiene una traducción total derivada de «Problem of Apollonius» de Wikipedia en inglés, concretamente de esta versión, publicada por sus editores bajo la Licencia de documentación libre de GNU y la Licencia Creative Commons Atribución-CompartirIgual 4.0 Internacional.

- Datos: Q619449
- Multimedia: Problem of Apollonius / Q619449